# Vrydagzynea
Vrydagzynea es un género de orquídeas perteneciente a la subfamilia Orchidoideae. Se distribuye por los trópicos y subtrópicos de Asia y oeste del Pacífico.

## Especies deVrydagzynea
A continuación se brinda un listado de las especies del género Vrydagzynea aceptadas hasta mayo de 2011, ordenadas alfabéticamente. Para cada una se indica el nombre binomial seguido del autor, abreviado según las convenciones y usos y la publicación válida.
- Anexo:Especies de Vrydagzynea